# En Udskejelse
En Udskejelse er en stumfilm fra 1914 instrueret af Eduard Schnedler-Sørensen efter manuskript af A.V. Olsen.